# سیارک ۳۴۸۶
سیارک ۳۴۸۶ (به انگلیسی: 3486 Fulchignoni، نامگذاری:1984CR) سه هزار و چهارصد و هشتاد و ششمین سیارک کشف شده‌است که در ۵ فوریه ۱۹۸۴ کشف شد.
قدر مطلق سیارک برابر ۱۳٫۵۰ است.